# اريك روسكو
اريك روسكو (بالإنجليزية: Eric Roscoe)‏ هو لاعب كرة قدم أسترالية أسترالي، ولد في 28 ديسمبر 1922، وتوفي في 11 مايو 2000.

## وصلات خارجية
- اريك روسكو على موقع AustralianFootball.com (الإنجليزية)
- اريك روسكو على موقع AFLtables.com (الإنجليزية)